# Frank Welz
Frank Welz (* 1960) ist ein deutscher Soziologe, der als Professor an der Universität Innsbruck forscht und lehrt. Er amtierte von 2015 bis 2017 als Präsident der European Sociological Association (ESA).
Welz machte seinen Master-Abschluss an der Albert-Ludwigs-Universität Freiburg, wo er auch als wissenschaftlicher Assistent am Institut für Soziologie tätig war und promoviert wurde. Die Habilitation erfolgte an der Leopold-Franzens-Universität Innsbruck, dort ist er seit 2006 Professor. Dort arbeitet er unter anderem an einer Theorie der sozialen Praxis unter Rückgriff auf Theorien und Konzepte von Denkern wie Michel Foucault oder Pierre Bourdieu.
Vor seiner Berufung nach Innsbruck entwickelte und leitete er den „Global Studies“-Masterstudiengang (GSP) (Freiburg-Durban-New Delhi).

## Schriften (Auswahl)
- Herausgeber mit Uwe Weisenbacher: Soziologische Theorie und Geschichte. Westdeutscher Verlag, Opladen/Wiesbaden 1998, ISBN 978-3-531-13347-8.
- Kritik der Lebenswelt. Eine soziologische Auseinandersetzung mit Edmund Husserl und Alfred Schütz. Westdeutscher Verlag, Opladen 1996, ISBN 978-3-531-12802-3.